# Géologie Archipelago
Archipel de Pointe-Géologie eller Géologie Archipelago är en grupp öar i Antarktis. Den ligger i havet utanför Östantarktis. Frankrike gör anspråk på området.